# Ubiquinol oxydase (non électrogène)
Pour les articles homonymes, voir Ubiquinol oxydase.
L’ubiquinol oxydase non électrogène, ou oxydase alternative (AOX), est une oxydoréductase qui catalyse la réaction :
2 ubiquinol + O2  {\displaystyle \rightleftharpoons }  2 ubiquinone + 2 H2O.
Contrairement à l'ubiquinol oxydase transportant H+ présente chez des bactéries, cette enzyme intervient à la dernière étape de la chaîne respiratoire des mitochondries de plantes et de certains mycètes et protistes. Elle n'est pas inhibée par le cyanure et ne contribue pas à la génération d'un gradient de concentration de protons à travers la membrane mitochondriale interne.

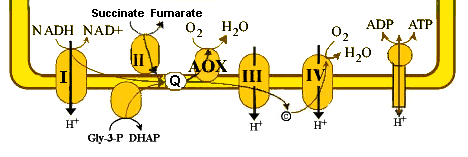
Schéma de principe de la chaîne respiratoire dans la membrane mitochondriale interne situant l'ubiquinol oxydase non électrogène (AOX) dans la chaîne de transport d'électrons (la matrice mitochondriale est en haut).